# Vasilis Michaelides
Vasilis Michaelides (in greco Βασίλης Μιχαηλίδης; Lefkoniko, 1849 – Nicosia, 18 dicembre 1917) è stato un poeta cipriota.

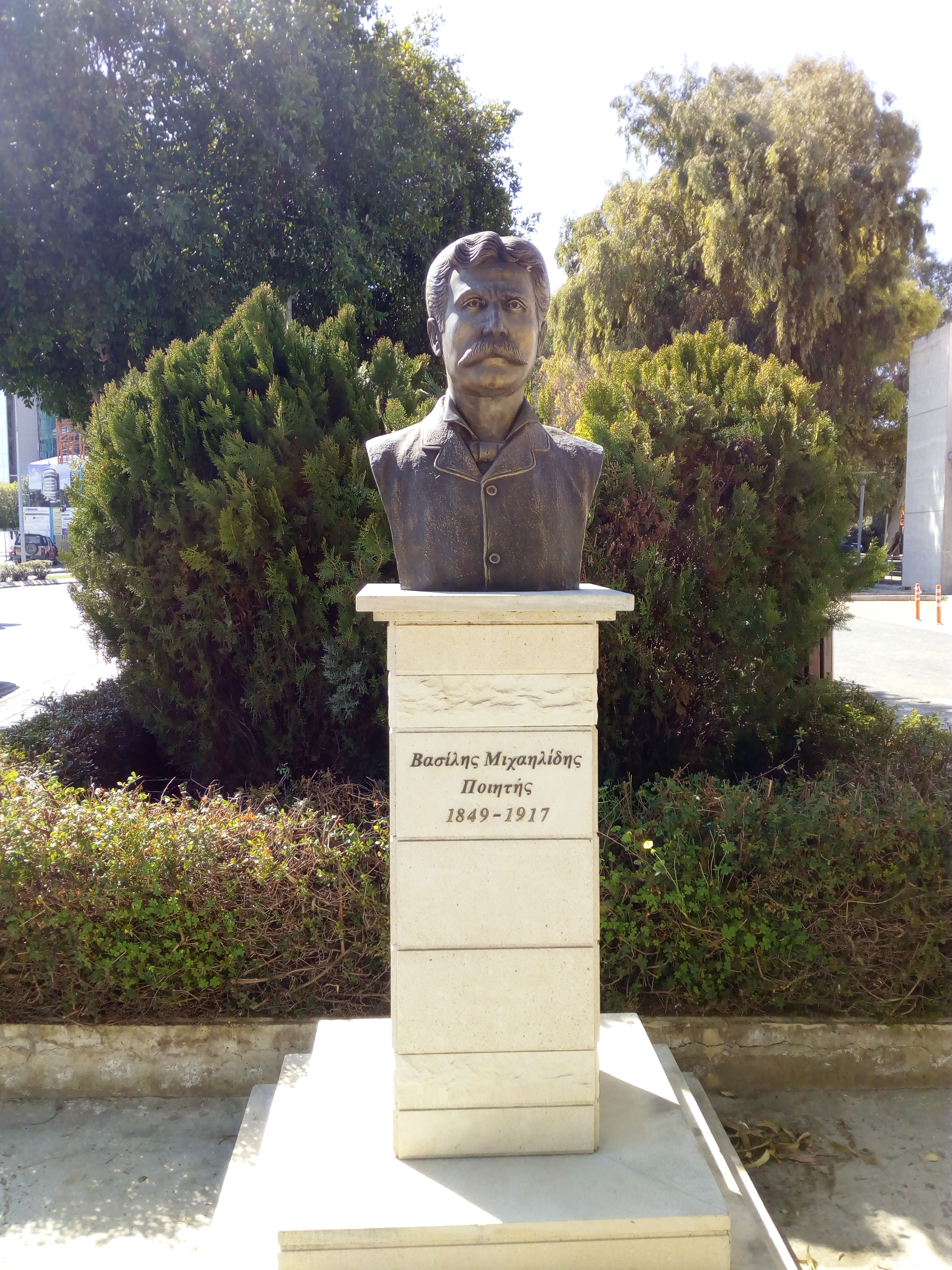
Busto di Vasilis Michaelides a Strovolos, Nicosia

Considerato il poeta nazionale di Cipro, ha scritto diverse poesie in dialetto cipriota, di cui la prima collezione è stata pubblicata nel 1882.  Scrisse anche per diversi quotidiani locali e riviste satiriche varie.

## Biografia
Nel 1875 si trasferì a Napoli per alcuni studi sulla pittura e nel 1877 lasciò l'Italia e si recò in Grecia dove si arruolò come volontario nell'esercito greco, battendosi per la liberazione della Tessaglia.
Dopo la fine del regime ottomano nell'isola, nel 1878, tornò a Cipro e continuò a lavorare per quotidiani e riviste.
Nel 1883 scrisse La Fata (greco: Η Ανεράδα), a cui segui il suo lavoro più famoso Il 9 luglio 1821 (greco: Η 9η Ιουλίου 1821), una poesia scritta nel dialetto cipriota che descrive gli eventi che conducono a eventi storici della vita politica cipriota.